# Vilholt Mølle
Vilholt Mølle er en vandmølle ved Gudenåen, der blev etableret som træsliberi i 1865-66 af møller Hans Hermann Holst nord for Voervadsbro. Han opførte en dæmning på tværs af Gudenåen og opstemmede vandet i åen, som nu dannede en lang og smal møllesø. Fra søen blev der gravet en lige fødekanal frem til møllehuset. Her faldt vandet ned gennem en turbine, inden det igen blev ledt tilbage til Gudenåens hovedløb. Opstemningsretten til Vilholt Mølle havde Holst sikret sig ved aftaler med lodsejerne opstrøms. Han kunne inden for aftalte intervaller opstemme møllesøen, så han havde vand til mølledriften. Holst producerede træmasse, som blev brugt i produktionen af papir på andre fabrikker. Et nyt stemmeværk blev opført i 1912.
Træmasse blev fremstillet ved at slibe træstykker på en roterende slibesten. Der er opstillet en slibesten ved møllebygningen. Produktionen af pap ophørte i 1988, men vandkraften blev fortsat udnyttet til fremstilling af elektricitet. Vilholt Mølles vandkraft blev nedlagt i 2007, og i 2008 blev dæmningen på tværs af Gudenåen fjernet af Horsens Kommune og Skov- og Naturstyrelsen.